# Isaak Noah Mannheimer
Isaak Noah Mannheimer (17. října 1793 Kodaň – 18. března 1865 Vídeň) byl dánský a rakouský židovský reformátor, rabín a politik, během revolučního roku 1848 poslanec Říšského sněmu.

## Biografie
Získal hluboké všeobecné i náboženské vzdělání v talmudu. Studoval pak filozofii, fyziku a matematiku na Kodaňské univerzitě. V roce 1816 byl jmenován dánským královským katechetou. Vedl reformní snahy, zaváděl kázání v synagogách v dánštině. Kvůli odporu ortodoxních židů a antisemitských konzervativců bylo jeho úsilí zastaveno. V roce 1821 krátce působil ve Vídni, pak se vrátil do Kodaně, ale od roku 1824 působil trvale ve Vídni jako učitel náboženství a kazatel. I zde zahájil reformní kroky (vídeňský neboli Mannheimerův ritus). Zjednodušil bohoslužby, přeložil modlitby do němčiny, ale zachoval roli hebrejštiny. I ve Vídni narážel na kritiku ortodoxních židů. Podporoval židovské charitativní aktivity, zakládal organizace pro péči o chudé, děti a nemocné. Roku 1844 spolu s 24 dalšími rabíny požadoval zrušení antisemitské židovské přísahy, k níž byli židé nuceni před soudy (Iuramentum Iudaeorum). V roce 1846 byla přísaha v Rakousku zrušena.
Během revolučního roku 1848 se zapojil do politického dění a ve volbách do Říšského sněmu roku 1848 se stal poslancem za haličský obvod Brody-město. Uvádí se jako židovský kazatel ve Vídni. Na sněmu patřil do bloku levice.
Po obnovení ústavního způsobu vlády odmítl v roce 1860 kandidaturu do Říšské rady (celostátní parlament) ze zdravotních důvodů. Město Vídeň mu udělilo čestné občanství.